# Nu2 Boötis
Título a ser usado para criar uma ligação interna é Nu2 Boötis.
Nu2 Boötis (53 Boötis) é uma estrela na direção da constelação de Boötes. Possui uma ascensão reta de 15h 31m 46.99s e uma declinação de +40° 53′ 57.7″. Sua magnitude aparente é igual a 4.98. Considerando sua distância de 430 anos-luz em relação à Terra, sua magnitude absoluta é igual a −0.62. Pertence à classe espectral A5V.